# Aquiraz Riviera
Aquiraz Riviera é um complexo turístico-imobiliário localizado na praia de Marambaia, no município de Aquiraz, Região Metropolitana de Fortaleza, Ceará, a cerca de 35 kms, da Capital. Com sua pedra fundamental lançada em 4 de junho de 2007, o empreendimento foi aberto ao público ao final de 2008. Vendendo lotes unifamiliares desde junho de 2009, o complexo também agrega grandes lotes hoteleiros à beira-mar, sendo o primeiro deles ocupado pelo Dom Pedro Laguna - Beach Villas & Golf Resort, de bandeira portuguesa, aberto desde dezembro de 2010.
O Aquiraz Riviera é o maior empreendimento turístico de padrão internacional do Brasil, com valor total estimado em US$ 350 milhões. O projeto é desenvolvido pelo Consórcio Luso-Brasileiro Aquiraz Investimentos SA, composto pelo empresário cearense Ivens Dias Branco e pelos portugueses Ceará Investment Fund – Fundo Turístico Imobiliário, Grupo Hoteleiro Dom Pedro e Solverde (divisão de turismo do grupo Industrial Violas com a concessão dos Cassinos do Algarve). Com uma área total de 285 hectares, sendo 1.800 metros de frente para o mar e área hoteleira dividida em oito lotes de quatro hectares em primeira linha da praia, o Aquiraz Riviera tem uma Área de Proteção Ambiental de 58 hectares para proteção da fauna e flora locais.

## Clube de Golfe
Projetado pelo arquiteto Donald Stell (Rooting Plan) o Championship Course de 18 buracos par 72 do Clube de Golfe Aquiraz Riviera conta com um percurso total de 6.975 jardas, sendo constituído por dois campos: Ocean Course (ida) e Dunes Course (volta) no total de 90 hectares. Os dois percursos são distintos entre si, sendo o Ocean Course mais curto com 3.415 jardas e mais técnico, requerendo dos jogadores bastante precisão e estratégia e oferecendo uma vista deslumbrante sobre o mar. O Dunnes Course apresenta-nos um percurso com 3.560 jardas, tendo características estratégicas e é extremamente desafiador, contando com uma série de buracos deslumbrantes em sequencia, sendo os casos dos buracos 13, 14, 15 e 16. O jogador deverá ter sempre presente que os erros neste campo se pagam caros, mas trazem experiência incomparável.